# Ryūei-ryū
Ryūei-ryū (劉衛流) és un estil de karate d'origen okinawense. Va ser creat per la família Nakaima de Naha i al dia d'avui és un estil reconegut internacionalment. Hi ha escoles de ryūei-ryū als Estats Units, Argentina, Veneçuela i Europa, a més d'Okinawa.

## Kata
Alguns dels kates de l'estil ryūei-ryū:
- Sanchin (サンチン)
- Niseishi (ニセーシー)
- Sanseirui (サンセールー)
- Seiunchin (セーユンチン)
- Seisan (セーサン)
- Pachu (パーチュー)
- Tensho
- Kururunfa (クルルンファ)
- Suparimpei
- Ohan (オーハン)
- Heiku (ヘイクー)
- Paiku (パイクー)
- Paiho 1 (パイホー)
- Paiho 2 (パイホー)